# Anambé-fusco
Cotinguinha-fusca ou anambé-fusco (Iodopleura fusca) é uma espécie de ave da subfamília Tityridae.
Pode ser encontrada nos seguintes países: Brasil, Guiana Francesa, Guiana, Suriname e Venezuela.
Os seus habitats naturais são: florestas subtropicais ou tropicais húmidas de baixa altitude.